# Confluentes

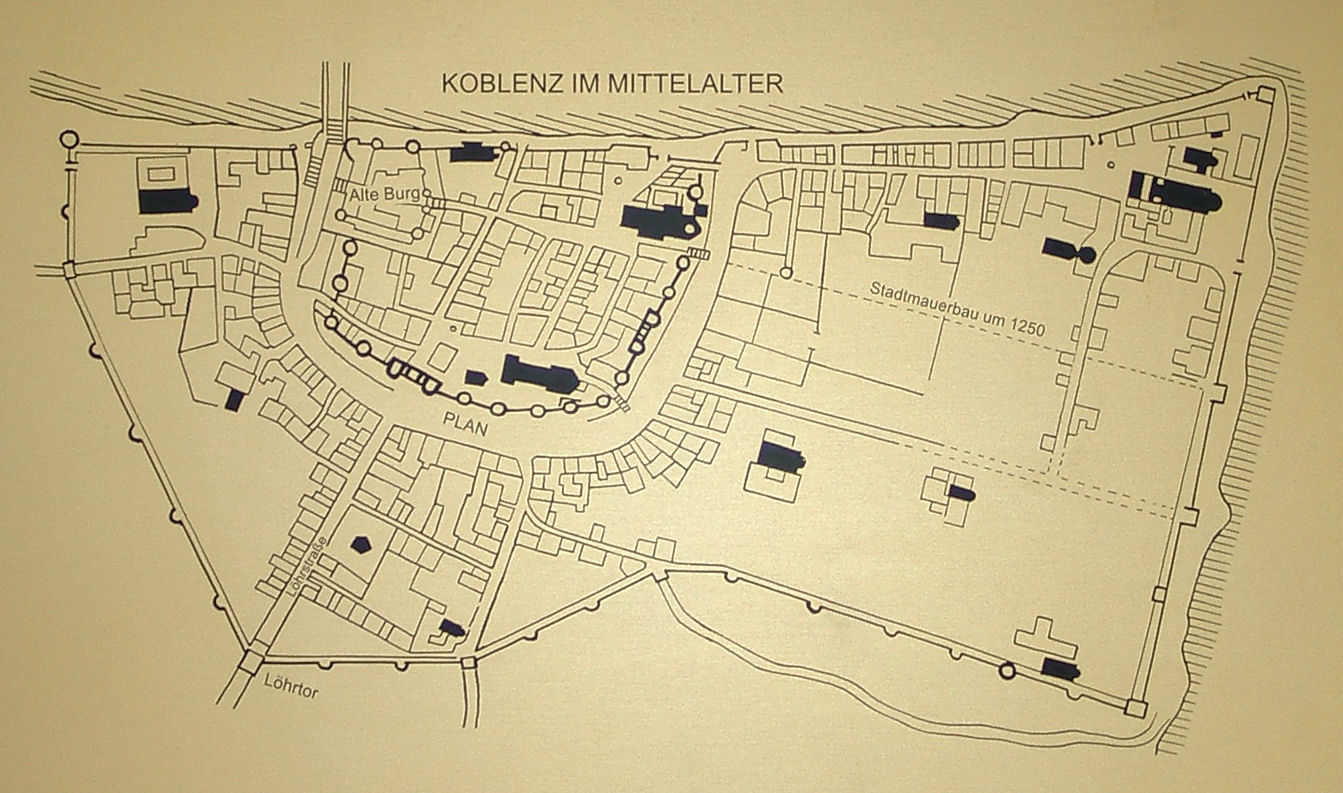
Karte der spätrömischen und mittelalterlichen Stadtmauer von Koblenz

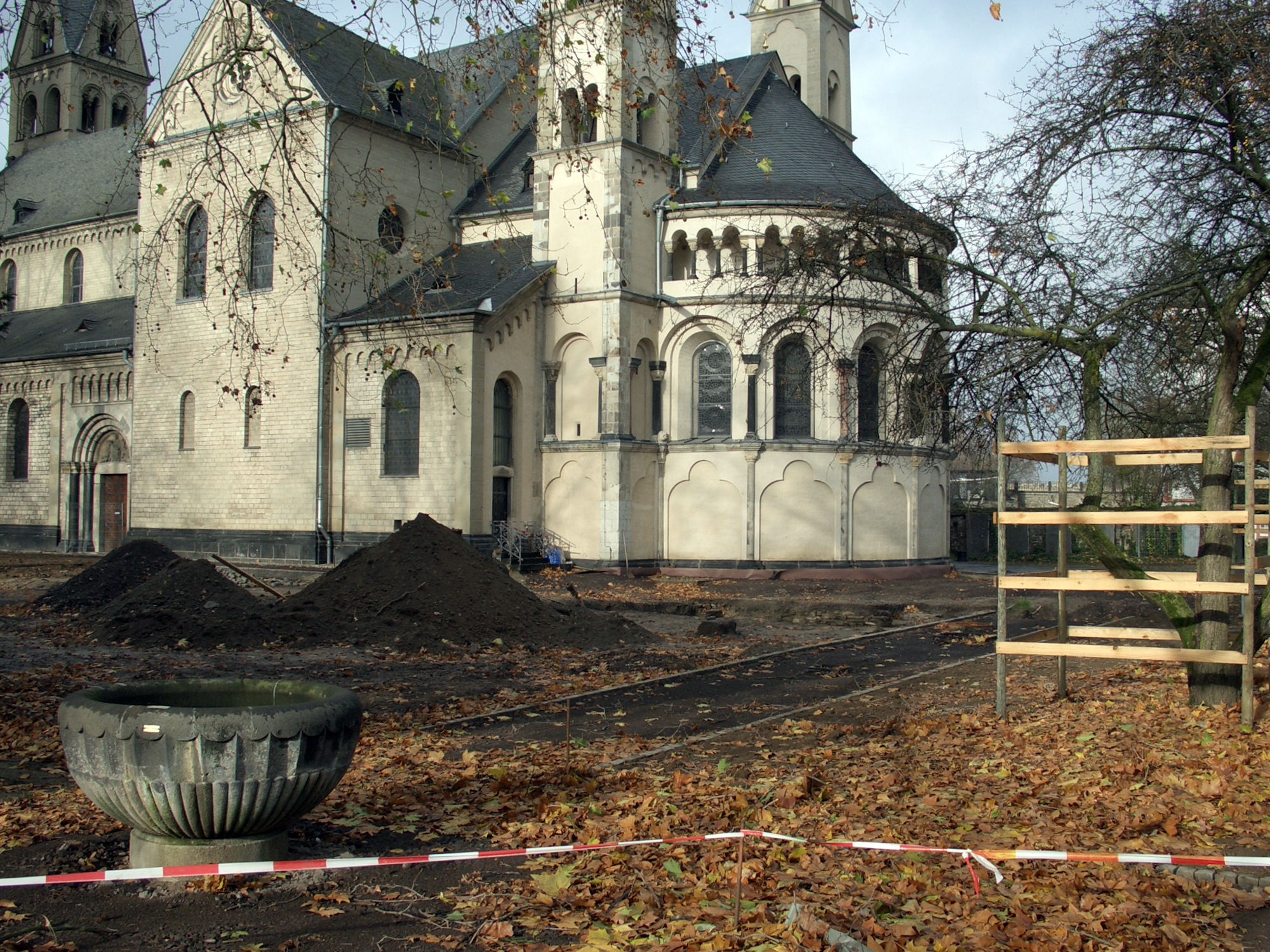
Fundort des frührömischen Kastells aus der Zeit des Kaisers Augustus an der Kastorkirche 2008

Relief- und Inschriftensteine aus Koblenz-Niederberg

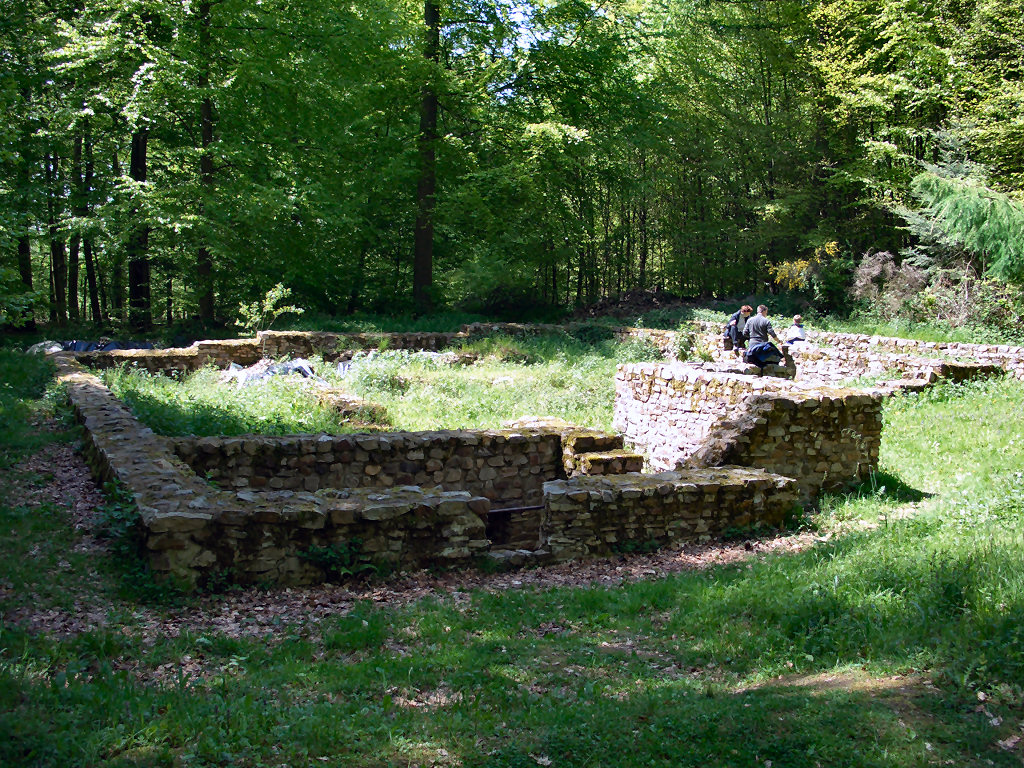
Teilrekonstruierte Grundmauern der Villa Rustica am Remstecken

Castellum apud Confluentes (deutsch „Kastell bei den Zusammenfließenden“) ist der lateinische Name für die römische Ansiedlung am Zusammenfluss von Mosel (Mosella) und Rhein (Rhenus), aus der sich die deutsche Großstadt Koblenz entwickelte.

## Geschichte

### Frühkaiserzeitliches Kastell
Im Gallischen Krieg gegen die Germanen erreichten römische Truppen unter Gaius Iulius Caesar 55 v. Chr. den Rhein und errichteten zwischen Koblenz und Andernach einen ersten Rheinübergang. In Koblenz selbst reichen Siedlungsreste in der Nähe des heutigen Münzplatzes, an der Kastorkirche und am Kurfürstlichen Schloss bis ins ausgehende erste vorchristliche Jahrhundert zurück. Ein erstes Kastell wurde zur Zeit des Kaisers Augustus (27 v.–14 n. Chr.) am Zusammenfluss von Mosel und Rhein zur Sicherung der Rheinstraße Mainz–Köln–Xanten erbaut. Der erste Nachweis dieses römischen Kastells gelang im November 2008, als man bei Bauarbeiten zur Bundesgartenschau 2011 an der Kastorkirche einen antiken Graben entdeckte. Der vier Meter breite und heute immer noch 2,5 Meter tiefe Graben eines 100 × 100 Meter großen Kastells ist der fehlende Beweis für die frühe römische Besiedlung von Koblenz, nach dem zuvor 150 Jahre lang vergebens im Bereich der Altstadt gesucht worden war. Koblenz zählt somit zu den ältesten Städten Deutschlands. Die Römer nannten ihre Ansiedlungen Castellum apud Confluentes, was so viel wie „Kastell bei den Zusammenfließenden“ (Rhenus fluv. et Mosella fluv.) bedeutet. Zu dieser Zeit siedelten hier die Treverer, die die gesamte Moselregion beherrschten. Seit etwa 85 n. Chr. gehörte der Ort zu der um diese Zeit unter Domitian eingerichteten römischen Provinz Germania superior, die aus dem obergermanischen Heeresbezirk (exercitus Germanicus superior) gebildet wurde.

### Römerbrücken
In Koblenz wurden bereits von den Römern über Rhein und Mosel Brücken errichtet. Eine rund 350 Meter lange Pfahlbrücke über den Rhein wurde im Jahre 49 n. Chr. zwischen dem heutigen Ehrenbreitstein und dem Koblenzer Rheinufer erbaut. Sie bestand aus etwa 650 bis 750 Eichenstämmen mit eisernen Spitzen, so genannten Pfahlschuhen, von denen 51 erhalten geblieben sind. Die Moselbrücke, 50 Meter neben der heutigen Balduinbrücke gelegen, wurde als Teil der römischen Rheintalstraße erbaut.

### Kastell Niederberg
In spätflavischer, spätestens in frühtrajanischer Zeit, also kurz vor oder um das Jahr 100 n. Chr., wurde auf der rechten Rheinseite auf dem Gebiet des heutigen Koblenz-Niederberg das Kastell Niederberg für Auxiliartruppen zum Schutz des Obergermanischen Limes errichtet. Die römischen Truppen wurden damit von Koblenz auf die rechte Rheinseite verlegt. Das Kastell existierte, bis um 259/260 n. Chr. das rechtsrheinische Gebiet in der Folge der fränkischen Offensive von den Römern geräumt wurde.

### Spätrömisches Kastell
Nach der Aufgabe des Limes wurde unter Kaiser Konstantin (306–337) auf dem Gebiet der heutigen Koblenzer Altstadt eine rund 5,8 Hektar große Befestigungsanlage errichtet, das spätantike Kastell Confluentes. Auf dem hochwasserfreien Geländerücken am südlichen Moselufer gelegen, ist seine ehemalige Ausdehnung auch heute noch gut erkennbar. Den umgebenden Graben bildete vermutlich ein ehemaliger Altarm der Mosel und sein Verlauf wird heute noch von den Straßen „An der Moselbrücke“, „Alten Graben (!)“, „Am Plan“, „Entenpfuhl“ und „Kornpfortstraße“ nachgezeichnet.
Im Gegensatz zu vielen anderen römischen Befestigungsanlagen hatte der Koblenzer Mauerring noch lange über die Römerzeit hinaus bestanden und war in das mittelalterliche und neuzeitliche Stadtbild integriert. Seine planmäßige Niederlegung fand erst im 19. Jahrhundert statt.
Die Mauer war mit insgesamt 19 Rundtürmen im Abstand von etwa 30 Metern auf West-, Süd- und Ostseite bewehrt, von denen zwölf sicher durch ihre erhaltenen Fundamentreste nachgewiesen sind. Von den anzunehmenden vier Toren sind lediglich zwei, das südliche in der heutigen „Marktstraße“ und das östliche im Bereich des Pfarrhofes der Liebfrauenkirche, nachgewiesen.
Die Türme wurden von Adam Günther beginnend auf der Nordwestseite von 1 bis 19 durchnummeriert. Die Fundamente des Ostturmes der Alten Burg bestehen aus den Resten eines römischen Rundturms (Turm 1). Bei umfangreichen Ausgrabungen auf dem Münzplatz konnte der römische Stadtmauerverlauf an dessen äußerster Westseite bestätigt werden. Von den Zwischentürmen 2 bis 5 und dem Tor fehlen auf der gesamten Westseite jedoch die Nachweise. Erst der Standort des südwestlichen Eckturmes (6) ist wieder belegt, da er noch in einer Katasterkarte von 1812 eingetragen ist. Die Westseite der Stadtbefestigung ist somit rund 140 Meter lang.
Zwischen dem Eckturm 6 und dem westlichen Torturm des Südtores lag ein weiterer Turm (7) an einem leichten Knick der Stadtmauer, dessen Fundamentstumpf noch bis in die 1870er Jahre hinein als Senkgrube für Abwasser diente. Vom südlichen Tor sind nur wenige Reste erhalten und entsprechend gut dokumentiert, allerdings reichen diese vollkommen aus, um ein solches zu rekonstruieren. Im weiteren Verlauf Richtung Osten wurde ein Teilstück der Mauer in diversen Hausfundamenten „Am Plan“ nachgewiesen. Turm 8 wurde 1852 beim Hausbau des damaligen Hauses Am Plan 7 abgebrochen. Die Türme 9 bis 12 und 16 bis 19 sind ebenfalls nachgewiesen. Turm 18 liegt genau unter der Apsis der Florinskirche und konnte bei Restaurierungsarbeiten 1929 aufgedeckt werden. Die Türme hatten alle bis auf Turm 1 einen äußeren Durchmesser von rund 10 Metern. Die Mauerstärken schwankten zwischen 2 und 2,5 Metern. Die Abstände der einzelnen Türme zueinander betrugen zwischen 24 und 35 Metern, am häufigsten jedoch 26 Meter.
Im Verlauf des Zusammenbruchs des Weströmischen Reiches im 5. Jahrhundert wurde Koblenz von den Franken erobert und danach ein fränkischer Königshof begründet. Beim Abzug der römischen Truppen wurden Rhein- und Moselbrücken zerstört. Die römische Stadtmauer blieb bis ins Frühmittelalter erhalten. Bis heute zeugen Mauerreste und die Straßenzüge von Altengraben, Plan, Entenpfuhl, Kornpfortstraße in der Koblenzer Altstadt von der spätrömischen Befestigung.

### Römische Funde im Umland von Koblenz
Am Remstecken finden sich Überreste eines römischen Bauernhofes (Villa rustica), der teilweise ausgegraben und teilrekonstruiert worden ist. Oberhalb von Koblenz wurde im heutigen Stadtwald unweit der Römerstraße eine Tempelanlage für den römischen Gott Mercurius und die gallische/keltische Göttin Rosmerta erbaut. Dort gefundene römische Münzen belegen eine Nutzung der Anlage bis in das 5. Jahrhundert.